# Адур
Аду́р (фр. Adour) — річка на південному заході Франції. Довжина 335 км, площа басейну 22 тисячі км². Бере початок в Піренеях, перетинає Гароннську низовину, впадає в Біскайську затоку. Середні витрати 360 м³/с.
Використовується для зрошення. ГЕС. Судноплавна в нижній течії. На річці міста Тарб, Байонна.